# Big Brother (Česko a Slovensko)
Big Brother (Česko a Slovensko) je reality show, která se vrací do ČR a na Slovensko prostřednictvím streamovací služby Voyo a TV Nova (Nova Fun) a TV Markíza. Jedná se o novou generací tohoto reality formátu. Výhercem první řady Big Brotheru se stal Stanislav Liška.
Premiéra Big Brother (Česko a Slovensko) proběhla v pondělí 13. listopadu na Voyo a den nato na TV Nova, následně byly díly vysílány na Nova Fun. Vítězové, kteří vydrželi až do finále, strávili společně 9 týdnů, což zahrnuje i vánoční svátky.

## Obecná pravidla
16 nových spolubydlících se nastěhuje do domu Big Brother (Česko a Slovensko) a nechá se sledovat 58 kamerami 24 hodin denně, 7 dní v týdnu. Společně plní úkoly, které jim jsou zadávány prostřednictvím hlasu Big Brothera, jenž dohlíží a ovládá veškeré dění ve vile, přiděluje spolubydlícím jednotlivé úkoly a nominuje adepty na vyřazení. Diváci mají díky mobilní aplikaci klíčové slovo při rozhodování, kdo soutěž opustí. Vítěz soutěže si odnese výhru v hodnotě 2,5 milionu Kč (100 tisíc €).
Big Brother (Česko a Slovensko) představuje sociální experiment, který divákům nabídne autentické emoce, napětí a drama. Diváci budou mít možnost sledovat všechny události z domu Big Brother denně, včetně sobotních přímých přenosů. Tyto přenosy budou divákům umožňovat rozhodovat o osudu soutěžících prostřednictvím speciální aplikace. Vyloučení soutěžícího z domu bude záviset výhradně na diváckém hlasování, ale Big Brother si zachová právo vyřadit nebo nominovat k vyloučení soutěžícího, pokud poruší pravidla. Aplikace také bude klíčová při vyhlášení vítěze v závěrečné epizodě.

## 1. řada (2023)
| Jméno              | Věk | Bydliště   | Povolání                | Příchod | Status                |
| ------------------ | --- | ---------- | ----------------------- | ------- | --------------------- |
| Stanislav Liška    | 27  | Čelákovice | Rekvizitář              | Den 1   | Výherce (Den 64)      |
| Zoe Black          | 29  | Praha      | Visual merchandiser     | Den 1   | Druhé místo (Den 64)  |
| Barbara Hacsi      | 37  | Praha      | Moderátor               | Den 1   | Třetí místo (Den 64)  |
| Katrin Slabá       | 24  | Šterusy    | Freelancerka            | Den 1   | Čtvrté místo (Den 64) |
| František Uvíra    | 36  | Praha      | Fitness trenér          | Den 1   | Páté místo (Den 64)   |
| Tarik Lukšija      | 22  | Brno       | Profesionální sportovec | Den 1   | Vystěhovaný (Den 60)  |
| Karolína Pištěková | 30  | Hořice     | Učitelka jógy           | Den 1   | Mimo hru (Den 35)     |
| Karolína Pištěková | 30  | Hořice     | Učitelka jógy           | Den 1   | Vystěhovaná (Den 60)  |
| Ella Nemetzová     | 38  | Topoľnica  | Marketingová odbornice  | Den 1   | Vystěhovaná (Den 56)  |
| Petra Chelíková    | 46  | Vyškov     | Majitelka salónu krásy  | Den 1   | Vystěhovaná (Den 49)  |
| Vítek Ehrenberger  | 26  | Praha      | Podnikatel              | Den 1   | Mimo hru (Den 35)     |
| Vítek Ehrenberger  | 26  | Praha      | Podnikatel              | Den 1   | Vystěhovaný (Den 42)  |
| Soňa Machyňáková   | 28  | Praha      | Moderátorka             | Den 1   | Vystěhovaná (Den 35)  |
| David Takáč        | 37  | Senec      | Osobní trenér           | Den 1   | Vyloučen (Den 32)     |
| Tereza Kostínková  | 27  | Vimperk    | Operátorka              | Den 1   | Vystěhovaná (Den 28)  |
| Roland Obertin     | 43  | Německo    | Podnikatel              | Den 1   | Vystěhovaný (Den 21)  |
| Andrej Kudimov     | 33  | Praha      | Podnikatel              | Den 1   | Vystěhovaný (Den 14)  |
| Kristýna Burešová  | 26  | Praha      | Barmanka                | Den 1   | Vystěhovaná (Den 7)   |

| Týden | Pán domu                                                   | Imunita                                                    | Nominace spolubydlících (v závorce počet hlasů)                                 | Vyřazený diváky                                               |
| ----- | ---------------------------------------------------------- | ---------------------------------------------------------- | ------------------------------------------------------------------------------- | ------------------------------------------------------------- |
| 1.    | Zoe Black                                                  | Zoe Black                                                  | Kristýna(8), Tereza(5), Andrej(4), František(4)                                 | Kristýna Burešová                                             |
| 2.    | Stanislav Liška                                            | Stanislav Liška                                            | Katrin(11), Andrej(5), Soňa(4), Karolína(3)                                     | Andrej Kudimov                                                |
| 3.    | Tereza Kostínková                                          | Tereza Kostínková                                          | Roland(9), Katrin(6), Zoe(4), Ella(3)                                           | Roland Obertin                                                |
| 4.    | David Takáč, Vítek Ehrenberger                             | David Takáč, Vítek Ehrenberger                             | Soňa(6), Tereza(6), František(5)                                                | Tereza Kostínková                                             |
| 5.    | Nikdo                                                      | Nikdo                                                      | Vítek(6), Soňa(5), Stanislav(3), Karolína(3)                                    | David Takáč                                                   |
| 5.    | Nikdo                                                      | Nikdo                                                      | Vítek(6), Soňa(5), Stanislav(3), Karolína(3)                                    | Soňa Machyňáková, Vítek Ehrenberger, Karolína Pištěková       |
| 6.    | Petra Chelíková                                            | Petra Chelíková                                            | Katrin(7), Barbara(4), Karolína(automat. nominována), Vítek(automat. nominován) | Karolína Pištěková, Vítek Ehrenberger (návrat, byli mimo hru) |
| 6.    | Petra Chelíková                                            | Petra Chelíková                                            | Katrin(7), Barbara(4), Karolína(automat. nominována), Vítek(automat. nominován) | Vítek Ehrenberger                                             |
| 7.    | Katrin Slabá                                               | Katrin Slabá, Karolína Pištěková                           | Ella(6), Tarik(5), Petra(3), František(2) Barbara(2)                            | Petra Chelíková                                               |
| 8.    | Barbara Hacsi                                              | Barbara Hacsi                                              | Zoe(automat. nominována) Ella(4), Tarik(4)                                      | Ella Nemetzová                                                |
| 9.    | Tento týden nebyl pán domu, ani spolubydlící nenominovali. | Tento týden nebyl pán domu, ani spolubydlící nenominovali. | Tento týden nebyl pán domu, ani spolubydlící nenominovali.                      | Karolína Pištěková, Tarik Lukšija                             |
| 9.    | Tento týden nebyl pán domu, ani spolubydlící nenominovali. | Tento týden nebyl pán domu, ani spolubydlící nenominovali. | Tento týden nebyl pán domu, ani spolubydlící nenominovali.                      | STANISLAV LIŠKA                                               |

| Účastníci               | Týden 1                                         | Týden 2                                     | Týden 3                               | Týden 4                           | Týden 5                                      | Týden 5                                                 | Týden 6                                                                         | Týden 6                                                                         | Týden 7                                               | Týden 8                                     | Týden 9 | Týden 9                                |
| ----------------------- | ----------------------------------------------- | ------------------------------------------- | ------------------------------------- | --------------------------------- | -------------------------------------------- | ------------------------------------------------------- | ------------------------------------------------------------------------------- | ------------------------------------------------------------------------------- | ----------------------------------------------------- | ------------------------------------------- | --- | -------------------------------------- |
| Stanislav               | Kristýna, František                             | Katrin, Katrin, Soňa                        | Katrin, Zoe                           | Katrin, Soňa                      | Vítek, Soňa                                  | Vítek, Soňa                                             | Katrin, Barbara                                                                 | Katrin, Barbara                                                                 | Petra, Tarik                                          | Katrin, Tarik                               | Tento týden spolubydlící nenominovali. Diváci rozhodovali o vystěhování z domu. Měli na výběr ze všech zbývajících soutěžících. Vystěhováni byli Karolína a Tarik s nejmenší podporou od diváků. | Výherce (Den 64)                       |
| Zoe                     | Tereza, Andrej, X                               | Soňa, Katrin                                | Roland, Stanislav                     | Tereza, Stanislav                 | Stanislav, Vítek                             | Stanislav, Vítek                                        | Katrin, Stanislav                                                               | Katrin, Stanislav                                                               | Tarik, František                                      | Karolina, Katrin                            | Tento týden spolubydlící nenominovali. Diváci rozhodovali o vystěhování z domu. Měli na výběr ze všech zbývajících soutěžících. Vystěhováni byli Karolína a Tarik s nejmenší podporou od diváků. | Druhé místo (Den 64)                   |
| Barbara                 | Kristýna, Vítek                                 | Katrin, Andrej                              | František, Roland                     | František, Tereza                 | Karolína, František                          | Karolína, František                                     | Katrin, Tarik                                                                   | Katrin, Tarik                                                                   | František, Tarik                                      | Stanislav, Stanislav, Karolína              | Tento týden spolubydlící nenominovali. Diváci rozhodovali o vystěhování z domu. Měli na výběr ze všech zbývajících soutěžících. Vystěhováni byli Karolína a Tarik s nejmenší podporou od diváků. | Třetí místo (Den 64)                   |
| Katrin                  | Tereza, Andrej                                  | Tereza, Andrej                              | Roland, František                     | Soňa, František                   | Vítek, Soňa                                  | Vítek, Soňa                                             | Ella, Barbara                                                                   | Ella, Barbara                                                                   | Ella, Ella, Barbara                                   | Ella, Stanislav                             | Tento týden spolubydlící nenominovali. Diváci rozhodovali o vystěhování z domu. Měli na výběr ze všech zbývajících soutěžících. Vystěhováni byli Karolína a Tarik s nejmenší podporou od diváků. | Čtvrté místo (Den 64)                  |
| František               | Tereza, X                                       | Roland, Ella                                | Roland, Ella                          | Barbara, Petra                    | Soňa, Vítek                                  | Soňa, Vítek                                             | Barbara, Katrin                                                                 | Barbara, Katrin                                                                 | Barbara, Ella                                         | Ella, Tarik                                 | Tento týden spolubydlící nenominovali. Diváci rozhodovali o vystěhování z domu. Měli na výběr ze všech zbývajících soutěžících. Vystěhováni byli Karolína a Tarik s nejmenší podporou od diváků. | Páté místo (Den 64)                    |
| Tarik                   | Vítek, Tereza                                   | Karolína, Petra                             | Karolína, Roland                      | Tereza, Soňa                      | Vítek, Soňa                                  | Vítek, Soňa                                             | Ella, Zoe                                                                       | Ella, Zoe                                                                       | Petra, Ella                                           | Karolína, Ella                              | Tento týden spolubydlící nenominovali. Diváci rozhodovali o vystěhování z domu. Měli na výběr ze všech zbývajících soutěžících. Vystěhováni byli Karolína a Tarik s nejmenší podporou od diváků. | Vystěhovaný (Den 60)                   |
| Karolína                | Tereza, Kristýna                                | Katrin, Roland                              | Zoe, Soňa                             | Soňa, Barbara                     | Petra, Zoe                                   | Petra, Zoe                                              | Mimo hru (Den 35)                                                               | Barbara, Ella                                                                   | Ella, Zoe                                             | Ella, Tarik                                 | Tento týden spolubydlící nenominovali. Diváci rozhodovali o vystěhování z domu. Měli na výběr ze všech zbývajících soutěžících. Vystěhováni byli Karolína a Tarik s nejmenší podporou od diváků. | Vystěhovaná (Den 60)                   |
| Ella                    | Kristýna, Karolína                              | Karolína, Katrin                            | Roland, Karolína                      | František, Soňa                   | Soňa, Karolína                               | Soňa, Karolína                                          | Katrin, Tarik                                                                   | Katrin, Tarik                                                                   | Tarik, Petra                                          | Katrin, Tarik                               | Vystěhovaná (Den 56) | Vystěhovaná (Den 56)                   |
| Petra                   | František, X                                    | Tarik, František                            | Katrin, Roland                        | Tereza, František                 | Karolína, Vítek                              | Karolína, Vítek                                         | Katrin, Katrin, Stanislav                                                       | Katrin, Katrin, Stanislav                                                       | Tarik, Ella                                           | Vystěhovaná (Den 49)                        | Vystěhovaná (Den 49) | Vystěhovaná (Den 49)                   |
| Vítek                   | Kristýna, Katrin                                | Andrej, Katrin                              | Katrin, Roland                        | Tereza, Tereza, Stanislav         | Stanislav, Katrin                            | Stanislav, Katrin                                       | Mimo hru (Den 35)                                                               | Stanislav, Katrin                                                               | Vystěhovaný (Den 42)                                  | Vystěhovaný (Den 42)                        | Vystěhovaný (Den 42) | Vystěhovaný (Den 42)                   |
| Soňa                    | Roland, Petra                                   | Katrin, Andrej                              | Roland, Ella                          | František, Katrin                 | Stanislav, Katrin                            | Stanislav, Katrin                                       | Vystěhovaná (Den 35)                                                            | Vystěhovaná (Den 35)                                                            | Vystěhovaná (Den 35)                                  | Vystěhovaná (Den 35)                        | Vystěhovaná (Den 35) | Vystěhovaná (Den 35)                   |
| David                   | Kristýna, Vítek                                 | Andrej, Karolína                            | Zoe, Ella                             | Karolína, Karolína, Zoe           | Vyloučen (Den 32)                            | Vyloučen (Den 32)                                       | Vyloučen (Den 32)                                                               | Vyloučen (Den 32)                                                               | Vyloučen (Den 32)                                     | Vyloučen (Den 32)                           | Vyloučen (Den 32) | Vyloučen (Den 32)                      |
| Tereza                  | Kristýna, Soňa                                  | Barbara, Katrin                             | Katrin, Katrin, Zoe                   | Barbara, Soňa                     | Vystěhovaná (Den 28)                         | Vystěhovaná (Den 28)                                    | Vystěhovaná (Den 28)                                                            | Vystěhovaná (Den 28)                                                            | Vystěhovaná (Den 28)                                  | Vystěhovaná (Den 28)                        | Vystěhovaná (Den 28) | Vystěhovaná (Den 28)                   |
| Roland                  | David, Andrej                                   | Katrin, Soňa                                | Katrin, Soňa                          | Vystěhovaný (Den 21)              | Vystěhovaný (Den 21)                         | Vystěhovaný (Den 21)                                    | Vystěhovaný (Den 21)                                                            | Vystěhovaný (Den 21)                                                            | Vystěhovaný (Den 21)                                  | Vystěhovaný (Den 21)                        | Vystěhovaný (Den 21) | Vystěhovaný (Den 21)                   |
| Andrej                  | Kristýna, František                             | Katrin, Soňa                                | Vystěhovaný (Den 14)                  | Vystěhovaný (Den 14)              | Vystěhovaný (Den 14)                         | Vystěhovaný (Den 14)                                    | Vystěhovaný (Den 14)                                                            | Vystěhovaný (Den 14)                                                            | Vystěhovaný (Den 14)                                  | Vystěhovaný (Den 14)                        | Vystěhovaný (Den 14) | Vystěhovaný (Den 14)                   |
| Kristýna                | Andrej, František                               | Vystěhovaná (Den 7)                         | Vystěhovaná (Den 7)                   | Vystěhovaná (Den 7)               | Vystěhovaná (Den 7)                          | Vystěhovaná (Den 7)                                     | Vystěhovaná (Den 7)                                                             | Vystěhovaná (Den 7)                                                             | Vystěhovaná (Den 7)                                   | Vystěhovaná (Den 7)                         | Vystěhovaná (Den 7) | Vystěhovaná (Den 7)                    |
| Vyloučený               | Nikdo                                           | Nikdo                                       | Nikdo                                 | Nikdo                             | David                                        | David                                                   | Nikdo                                                                           | Nikdo                                                                           | Nikdo                                                 | Nikdo                                       | Nikdo | Nikdo                                  |
| Nominace spolubydlících | Kristýna(8), Tereza(5), Andrej(4), František(4) | Katrin(11), Andrej(5), Soňa(4), Karolína(3) | Roland(9), Katrin(6), Zoe(4), Ella(3) | Soňa(6), Tereza(5), tFrantišek(5) | Vítek(6), Soňa(5), Stanislav(3), Karolína(3) | Vítek(6), Soňa(5), Stanislav(3), Karolína(3)            | Katrin(7), Barbara(4), Karolína(automat. nominovaná), Vítek(automat. nominován) | Katrin(7), Barbara(4), Karolína(automat. nominovaná), Vítek(automat. nominován) | Ella(6), Tarik(5), Petra(3), František(2), Barbara(2) | Zoe(automat. nominována), Ella(4), Tarik(4) | Tento týden spolubydlící nenominovali. | Tento týden spolubydlící nenominovali. |
| Vyřazený diváky         | Kristýna Burešová                               | Andrej Kudimov                              | Roland Obertin                        | Tereza Kostínková                 | David Takáč                                  | Soňa Machyňáková, Vítek Ehrenberger, Karolína Pištěková | Karolína Pištěková, Vítek Ehrenberger (návrat, byli mimo hru)                   | Vítek Ehrenberger                                                               | Petra Chelíková                                       | Ella Nemetzová                              | Karolína Pištěková, Tarik Lukšija | VÝHERCE                                |
| Vyřazený diváky         | Kristýna Burešová                               | Andrej Kudimov                              | Roland Obertin                        | Tereza Kostínková                 | David Takáč                                  | Soňa Machyňáková, Vítek Ehrenberger, Karolína Pištěková | Karolína Pištěková, Vítek Ehrenberger (návrat, byli mimo hru)                   | Vítek Ehrenberger                                                               | Petra Chelíková                                       | Ella Nemetzová                              | Karolína Pištěková, Tarik Lukšija | STANISLAV LIŠKA                        |